# Yamaha QT50

Yamaha QT50 Yamahopper — японський мопед, що серійно випускався компанією Yamaha Motor Company в 1979—1992 роках. Цифра 50 в назві відповідає робочому об'єму двигуна 50 см³.
Модель була популярна в кінці 1970-х — 1980-х роках як через її простоту експлуатації та обслуговування, так і завдяки особливо актуальному в роки після нафтової кризи низькому споживанню палива; окрім того, законодавство більшості штатів США дозволяло керувати цим мопедом також підліткам, що не досягнули віку для отримання прав.
Рама з труб QT50 та подібного до нього Honda Express робить їх схожими на комах, що, імовірно, і породило назву моделі (Yamaha + grashopper). На відміну від разповсюджених в ті роки скутерів, у QT50 не було обтічників, замість майданчика для ніг були спрощені підніжки, а двотактний двигун з пелюстковим клапаном було закріплено під рамою, як на мотоциклах. QT50 конструктивно ближче до класичних мопедів, хоча у нього відсутні типові для цього класу велосипедні педалі. В силу цієї особливості, подібний вид транспорту в англогомовних країнах може називатися «nopeds». Максимальна швидкість у Yamahopper в базовій комплектації приблизно 30 миль на годину, що цілком достатньо для переміщення по місту.
Компактний закритий карданний привід мопеда являє собою мінімалістичний варіант рішення цього вузла, що характерно для мотоциклів BMW. Використовування карданного валу, що розміщено в односторонньому (консольному) маятнику, значно спрощує експлуатацію та обслуговування, порівняно з класичною ланцюговою (або пасовою) головною передачею. До числа вузлів та агрегатів привода також входить традиційна відцентрова муфта зчеплення, однак, мопед має лише одну швидкість, на відміну від більшості інших мопедів, які зазвичай двошвидкісні. Просте виконання приводу спрощує заміну заднього колеса.
Ще одна значна особливість QT50 — його незвичайна система зарядки і запалення, що включає шестивольтовий акумулятор і генератор змінного струму. Для підвищення стабільності запуску холодного двигуна ця система має цікаві відмінності від стандартних систем. Якщо ключ знаходиться в положенні «старт», система запалення створює більш потужну іскру, ніж для звичайного режиму запалення, але дає змогу робити тільки на холостих обертах, що дозволяє запобігти прогоряння поршня. Після запуску за допомогою кік-стартера ключ переводиться в положенні «рух», що дозволяє підвищувати оберти двигуна без обмежень, (як при запуску). Кікстартер знаходиться зліва, тобто більш звичним для японських користувачів.
Серед розповсюджених модифікацій були: циліндро-поршнева група Yamaha YT60, 2-швидкісна коробка передач та консольний маятник, що встановлювався з правої сторони Yamaha MJ50 Towny, редуктор Yamaha PW50, карбюратори Mikuni VM15 и VM18, глушник Jemco тощо.
Вузли і агрегати двигуна QT50 використовувались при розробці двигунів серійних квадроциклів YF60, мотовсюдиходу YT60 Tri-Zinger, «мопеда» MJ50 и міні-позашляховиків PW50; відповідно, більша частина їх деталей взаїмозамінні; відмінності стосуються переважно кріплення картера.